# 041号線 (チェコ)
チェコ国鉄041号線、別名フラデツ・クラーロヴェー～トゥルノフ線（チェコ語: Železniční trať Hradec Králové – Turnov）は、チェコ国鉄の鉄道線の名称である。
1871年、オーストリア北西部鉄道の路線としてオストロムニェルジ～イチーン間が開業したのが始まり。その後、1882年にチェコ商業鉄道によりオストロムニェルジ～フラデツ・クラーロヴェー間が、1903年に帝立王立国有鉄道によりイチーン～トゥルノフ間が開業し、これら3路線を合わせて041号線となっている。距離上はフラデツ・クラーロヴェーとリベレツの最短ルートとなっているが、特急は最高速度の高い030号線を経由するため、本線は普通列車が主力となっている。

## 運行形態

### 快速「スピェシニー(Sp)」
下記2系統が運行されている。
- フンプレヒト号：　フラデツ - リブニ - トゥルノフ　【春・夏の土曜・休日運行】
一日1往復の運行。ジェレズニツェを通過する。
2019年に運行を開始した。2019-21年度は、土曜日のみの運行であった他、リブニ以西064号線のソボトカ方面に直通していた。イチーン停留所を通過していた他、フラデツ方面行に限りイノリツェも通過していた。

- チェスキー・ラーイ号：　プラハ - イチーン - トゥルノフ　【春・夏の土曜・休日運行】
春・夏の土曜・休日に一日1往復のみ運行されている。イチーンから以南は061号線を経由する。ジェレズニツェに停車し、イチーン停留所とリブニ停留所を通過する。
過去の運行形態
2016年以前は、プラハ方面は通年運行、トゥルノフ方面は夏の年5日のみ運行であった。ジェレズニツェを通過していた。
2016年末に、ジェレズニツェ停車となった。
2017年末に、トゥルノフ方面行が春・夏の土曜・休日に運行する様になった。
2021年末に、秋・冬の運行を休止。トゥルノフ方面行がボレク通過となった。
2024年度より、再び上下ともボレク停車となった。

- 過去の運行系統
  - ツィクロヴラク号：　コルジェノフ/リベレツ → トゥルノフ → ロヴェンスコ → トゥルノフ → リベレツ　【春・夏の土曜日運行】
2017-19年に、一日1往復運行していた。トゥルノフ以北は030号線に直通していた。
2017,18年は、コルジェノフ→ロヴェンスコ→リベレツのルートで、2019年はロヴェンスコ - リベレツ間往復のルートで運行していた。
  - イチーン - トゥルノフ - リベレツ　【春・夏の土曜・休日運行】　※アリヴァ列車による運行
かつてはチェコ鉄道の普通列車として、一日1往復のみ運行していた。トゥルノフ以北は030号線に直通していた。快速相当の停車駅で、イチーン停留所とリブニ停留所も通過していた。
2017年に快速格上げ、2020年にアリヴァ列車に移管された。2021年限りで休止。
  - リベレツ → トゥルノフ → ロヴェンスコ　【春・夏の土曜日運行】
かつてはチェコ鉄道の普通列車として、一日片道1本のみ運行していた。トゥルノフ以北は030号線から直通する。クトヴァーを通過していた。
2021年に限り快速として運行、2021年限りで休止。

### 普通
- フラデツ - トゥルノフ ( - マラー・スカーラ)
平日1～2時間毎、休日は2時間毎の運転。夏季はイチーン - トゥルノフ間で増発され、この列車はジェレズニツェ、イヴァニ、セミーノヴァ・ルホタを通過する。
過去の運行形態
2019年度以前は、トゥルノフ口の夏季増発が無かった他、全列車がプロチシチェ以外の全ての駅に停車していた。プロチシチェはほとんどの列車が通過していた。
2020-21年度に限り、夏季の土曜日の大部分が030号線のマラー・スカーラ方面に直通していた。
2022年度より、夏季にイチーン - トゥルノフ間で増発される様になった。また、ヴォイツェは半数以上が通過となり、ジェレズニツェ、イヴァニ、セミーノヴァ・ルホタは通過の列車が設定された。
2024年度より、プロチシチェに全列車が停車する様になった。

- ロムニツェ・ナド・ポペルコウ - リブニ - トゥルノフ ( ← ムニホヴォ・フラヂシチェ )　【夏季の土曜日運行】　※MBMレール社による運行
季節限定で、土曜日のみ一日1往復の運行。リブニ以南は064号線に直通する他、トゥルノフ以西は東行に限り070号線から直通する。
2023年より運行を開始した。

- ロヴェンスコ - トゥルノフ　【夏季の土曜日運行】　※ズバチカ社による運行
季節限定で、一日2往復が運行する。
2024年度より、メトランス社により一日1往復が運行を開始した。当初、北行は030号線のセミリまで直通していた。2025年度よりズバチカ社による一日2往復の運行となり、030号線への直通を取りやめる予定。

### 過去の運行種別
- 特急「リフリーク(R)」
  - ポドトロセツキー・リフリーク号：　イチーン - リブニ - プラハ　【春・夏の休日運行】　※鉄道旅行者クラブ交通による運行
一日1往復運行していた。リブニ以西は064号線に直通していた。イチーン - リブニ間で、イノリツェのみに停車していた。
2018-20年度運行。

## 駅一覧
以下では、チェコ国鉄041号線の駅と営業キロ、停車列車、接続路線などを一覧表で示す。
- 種別
  - Sp：快速
  - Os：普通
- 停車駅
  - ■印：全列車停車
  - ●印：一部通過
  - ○印：一部停車
  - ｜印：全列車通過

| 路線名 | 駅名                                     | 駅間営業キロ | 累計営業キロ     | 累計営業キロ                | 累計営業キロ      | Sp | Os | 接続路線                                                                                       | 所在地                     | 所在地                     |
| ------ | ---------------------------------------- | ------------ | ---------------- | --------------------------- | ----------------- | -- | -- | ---------------------------------------------------------------------------------------------- | -------------------------- | -------------------------- |
| 041    | フラデツ・クラーロヴェー本駅             |              | フラデツから 0.0 | オストロムニェルジから 34.9 | イチーンから 52.4 | ■  | ■  | 020号線（プラハ方面）、021号線（レトフラド方面） 031号線（パルドゥビツェ方面、トルトノフ方面） | フラデツ・クラーロヴェー州 | フラデツ・クラーロヴェー郡 |
| 041    | プロチシチェ・ナド・ラベム駅             | 2.8          | 2.8              | 32.1                        | 49.6              | ｜ | ■  |                                                                                                | フラデツ・クラーロヴェー州 | フラデツ・クラーロヴェー郡 |
| 041    | フシェスタリ駅                           | 2.8          | 5.6              | 29.3                        | 46.8              | ｜ | ■  |                                                                                                | フラデツ・クラーロヴェー州 | フラデツ・クラーロヴェー郡 |
| 041    | ドロウヘー・ドヴォリ駅                   | 3.2          | 8.8              | 26.1                        | 43.6              | ｜ | ■  |                                                                                                | フラデツ・クラーロヴェー州 | フラデツ・クラーロヴェー郡 |
| 041    | ドハリツェ駅                             | 3.5          | 12.3             | 22.6                        | 40.1              | ｜ | ■  |                                                                                                | フラデツ・クラーロヴェー州 | フラデツ・クラーロヴェー郡 |
| 041    | サドヴァー駅                             | 2.0          | 14.3             | 20.6                        | 38.1              | ｜ | ■  |                                                                                                | フラデツ・クラーロヴェー州 | フラデツ・クラーロヴェー郡 |
| 041    | フニェヴチェネス駅                       | 2.8          | 17.1             | 17.8                        | 35.3              | ｜ | ■  |                                                                                                | フラデツ・クラーロヴェー州 | フラデツ・クラーロヴェー郡 |
| 041    | ツェレクヴィツェ・ナド・ビストルジチー駅 | 1.8          | 18.9             | 16.0                        | 33.5              | ｜ | ■  |                                                                                                | フラデツ・クラーロヴェー州 | イチーン郡                 |
| 041    | トルジェボヴェチツェ駅                   | 0.9          | 19.8             | 15.1                        | 32.6              | ｜ | ■  |                                                                                                | フラデツ・クラーロヴェー州 | イチーン郡                 |
| 041    | イェルジツェ駅                           | 2.8          | 22.6             | 12.3                        | 29.8              | ｜ | ■  |                                                                                                | フラデツ・クラーロヴェー州 | イチーン郡                 |
| 041    | ホルジツェ・ヴ・ポドクルコノシー駅       | 3.7          | 26.3             | 8.6                         | 26.1              | ■  | ■  |                                                                                                | フラデツ・クラーロヴェー州 | イチーン郡                 |
| 041    | ドブラー・ヴォダ・ウ・ホルジツ駅         | 2.3          | 28.6             | 6.3                         | 23.8              | ｜ | ■  |                                                                                                | フラデツ・クラーロヴェー州 | イチーン郡                 |
| 041    | オストロムニェルジ駅                     | 6.3          | 34.9             | 0.0                         | 17.5              | ■  | ■  | 040号線（フルメツ方面、トルトノフ方面）                                                        | フラデツ・クラーロヴェー州 | イチーン郡                 |
| 041    | ソブチツェ駅                             | 2.2          | 37.1             | 2.2                         | 15.3              | ｜ | ■  |                                                                                                | フラデツ・クラーロヴェー州 | イチーン郡                 |
| 041    | ヴォイツェ駅                             | 1.8          | 38.9             | 4.0                         | 13.5              | ｜ | ○  |                                                                                                | フラデツ・クラーロヴェー州 | イチーン郡                 |
| 041    | コヴァチ駅                               | 2.2          | 41.1             | 6.2                         | 11.3              | ｜ | ■  |                                                                                                | フラデツ・クラーロヴェー州 | イチーン郡                 |
| 041    | ブトヴェス駅                             | 3.3          | 44.4             | 9.5                         | 8.0               | ｜ | ■  |                                                                                                | フラデツ・クラーロヴェー州 | イチーン郡                 |
| 041    | ヴィチニェヴェス駅                       | 3.6          | 48.0             | 13.1                        | 4.4               | ｜ | ■  |                                                                                                | フラデツ・クラーロヴェー州 | イチーン郡                 |
| 041    | イチーン駅                               | 4.4          | 52.4             | 17.5                        | 0.0               | ■  | ■  | 061号線（ニンブルク方面）                                                                      | フラデツ・クラーロヴェー州 | イチーン郡                 |
| 041    | イチーン停留所                           | 2.7          | 55.1             | 20.2                        | 2.7               | ●  | ■  |                                                                                                | フラデツ・クラーロヴェー州 | イチーン郡                 |
| 041    | ジェレズニツェ駅                         | 1.5          | 56.6             | 21.7                        | 4.2               | ○  | ●  |                                                                                                | フラデツ・クラーロヴェー州 | イチーン郡                 |
| 041    | イノリツェ駅                             | 3.8          | 60.4             | 25.5                        | 8.0               | ■  | ■  |                                                                                                | フラデツ・クラーロヴェー州 | イチーン郡                 |
| 041    | リブニ駅                                 | 2.7          | 63.1             | 28.2                        | 10.7              | ■  | ■  | 064号線（ムラダー・ボレスラフ方面、ロムニツェ方面）                                            | フラデツ・クラーロヴェー州 | イチーン郡                 |
| 041    | リブニ停留所                             | 1.3          | 64.4             | 29.5                        | 12.0              | ●  | ■  |                                                                                                | フラデツ・クラーロヴェー州 | イチーン郡                 |
| 041    | イヴァニ駅                               | 1.6          | 66.0             | 31.1                        | 13.6              | ｜ | ●  |                                                                                                | フラデツ・クラーロヴェー州 | イチーン郡                 |
| 041    | セミーノヴァ・ルホタ駅                   | 1.5          | 67.5             | 32.6                        | 15.1              | ｜ | ●  |                                                                                                | フラデツ・クラーロヴェー州 | イチーン郡                 |
| 041    | ロヴェンスコ・ポド・トロスカミ駅         | 2.1          | 69.6             | 34.7                        | 17.2              | ■  | ■  |                                                                                                | リベレツ州                 | セミリ郡                   |
| 041    | クトヴァー駅                             | 1.5          | 71.1             | 36.2                        | 18.7              | ■  | ■  |                                                                                                | リベレツ州                 | セミリ郡                   |
| 041    | ボレク・ポド・トロスカミ駅               | 1.5          | 72.6             | 37.7                        | 20.2              | ●  | ■  |                                                                                                | リベレツ州                 | セミリ郡                   |
| 041    | フルバー・スカーラ駅                     | 2.2          | 74.8             | 39.9                        | 22.4              | ■  | ■  |                                                                                                | リベレツ州                 | セミリ郡                   |
| 041    | カルロヴィツェ・セドミホルキ駅           | 1.8          | 76.6             | 41.7                        | 24.2              | ■  | ■  |                                                                                                | リベレツ州                 | セミリ郡                   |
| 041    | トゥルノフ町駅                           | 3.8          | 80.4             | 45.5                        | 28.0              | ■  | ■  |                                                                                                | リベレツ州                 | セミリ郡                   |
| 041    | トゥルノフ駅                             | 1.2          | 81.6             | 46.7                        | 29.2              | ■  | ■  | 030号線（リベレツ方面、ドヴール・クラーロヴェー方面） 070号線（プラハ方面）                    | リベレツ州                 | セミリ郡                   |